# Biblioteca Pública de Braga
La Biblioteca Pública de Braga, Portugal,  fue fundada en 1841, recibiendo inicialmente importantes fondos procedentes de diversos conventos de la ciudad y sus alrededores. En 1975 se integró en la Universidad del Miño. Destacan sus 53 incunables y posee casi 400 obras impresas en el siglo XVI. Es beneficiaria del depósito legal y ha sido receptora de importantes legados de bibliotecas particulares de figuras de la vida cultural local.
Su acervo llega a casi medio millón de volúmenes y más de 25 000 títulos de publicaciones periódicas.